# Интек Рекърдс
Интек Рекърдс е името на лейбъл създаден през 1999 г. от Карл Кокс.
В лейбъла участват:
- Marco Bailey
- Christian Smith
- John Selway
- Bryan Zentz
- Deetron
- Oxia
- Renato Cohen
- Trevor Kockcliffe
- Allan Banford
- Cave
- Cristian Varela
- DJ Preach
- Kobbe
- Leandro Gamez
- Roger Watson
- Sebastien Leger
- Tomaz
- Valentino Kanzyani
- Карл Кокс